# Ernesto Zedillo Ponce de León
Ernesto Zedillo Ponce de León (Mexikóváros, 1951. december 27.–) mexikói közgazdász és politikus. Mexikó 61. elnöke 1994 és 2000 között valamint az utolsó olyan elnök, aki az Intézményes Forradalmi Párt politikusaként, a párt megszakítás nélküli 71 évnyi hatalomban töltött idejében lett mexikói elnök.

## Gyerekkora és fiatalsága
1951-ben született Mexikóvárosban, édesapja Rodolfo Zedillo Castillo gépész volt, édesanyja Martha Alicia Ponce de León volt. A család a jobb megélhetés miatt Mexicaliba költözött, 14 éves volt amikor Mexikóvárosba visszatértek, majd 19 évesen az állami Nemzeti Politechnikai Intézet közgazdász hallgatója lett. Hogy fizetni tudja tanulmányait a Banjército, a hadsereg és tengerészet bankjánál dolgozott. 1972-ben lediplomázott és 1974-ben mesterképzést is elvégezte a Yale Egyetemen. 

## Politikai karrierje
Zedillo az Intézményes Forradalmi Párt politikusaként a mexikói Jegybanknál kezdte pályafutását, ahol a kormány makroöknomiai céljait támogatta. 1987-re a költségvetési miniszter-helyettes lett, majd 1988-ban Carlos Salinas elnöksége alatt lett a költségvetési miniszter. 1992-ben Salinas oktatási miniszternek nevezte ki, miniszterségének feladata a mexikói közoktatási tanterv felülvizsgálata volt.

## 1994-es választási kampány
Az 1994-es választáson az Intézményes Forradalmi Párt Luis Donaldo Colosiót indította elnök-jelöltként, akit a kampány alatt megöltek. Colosio halála után Zedillo vált a párt egyik lehetséges elnök-jelöltjévé, hisz nem töltött be hosszú ideje tisztséget, ami számos pártpolitikusról nem volt viszont elmondható. 
Az ellenzék Salinas hivatalban levő elnököt okolta a gyilkosságért. Habár a PRI elnök-jelöltet mindig a hivatalban levő elnök választotta, jelen esetben Colosio Salinas jelöltje volt, a politikai kapcsolatukat beárnyékolta Colosio beszéde, amiben arról beszélt, hogy Mexikónak sok problémája van. Zedillo jelöltsége egyúttal komoly fordulópontot jelentett a párt történetében, hisz Zedillo inkább volt közgazdász, mint politikus valamint híján politikusi készségeknek. 

## Elnöksége

### Beiktatása
1994. december 1-én iktatták be hivatalába. Az ő választását ugyan tisztának tartották sokan, ám mivel a véletlennek köszönhette jelöltségét, nem volt megfelelő politikai tapasztalata és felkészültsége. Elnökségének első fele következetlen politikai tevékenységei jellemezte, valamint elterjedt az a pletyka hogy lemond vagy puccsot szerveznek ellene, amitől a piac elbizonytalanodott. 

### 1994. decemberi pesoválság
Hivatalba lépését követően nem sokkal keletkezett Mexikó történelmének egyik legnagyobb gazdasági válsága, a Tequila-válság. A közvélemény Salinas elnökségét okolta a válságért, de Salinas Zedillót okolta, amiért új gazdaságpolitikát kezdetek alkalmazni az ő elnökségéhez képest. Zedillo elnöksége 15%-kal értékelte le a pesót, amellyel kis híján összeomlott az ország pénzügyi rendszere.

### Szakítás Salinasszal
Zedillót véletlennek köszönhetően választották meg aspiránsnak a választás alatt, miután az eredeti jelöltet Colosiót megölték. Salinas és Zedillo között a konfliktus már Zedillo első hivatali éveiben a felszínen voltak. Miugel de la Madrid és Carlos Salinas elnökökkel ellentétben Zedillo nem rendelkezett megfelelő politikai tapasztalattal és nem volt politikus alkat. Zedillo kampánya elnök-jelöltként sokak szerint jellegtelen volt, viszont a Chiapas államban kirobbant Zapatista felkelés, valamint Colosio meggyilkolása miatti sokk a választók így is Zedillóra akartak szavazni. A közvélemény szemében Zedillo Salinas bábja, emiatt Zedillónak bizonyítania kellett Salinastól való függetlenségét. Elrendelte Salinas egykori elnök testvére Raul Salinas letartoztatását José Francisco Ruiz Massieu PRI főtitkár megöléséért, aki egyben Salinas elnök sógora is volt. Ezzel a tettével Salinas és Zedillo között megszűnt a kapcsolat. 

### Zapatista válság
1994 januárjában tört ki a Zapatista felkelés, amely két politikai gyilkosságot hozott: a zapatisták megölték Colosio elnök-jelöltet és José Francisco Ruiz Massieu PRI főtitkárt is. Zedillo elnökként a Mexikói Szövetségi Ügyészség élére az ellenzéki Nemzeti Akció Párt tagját, Antonio Lozano Graciát nevezte ki. A Zapatista válságot már Zedillo elnökségének kellett kezelni. 1995 januárjában Esteban Moctezuma belügyminiszter titkostárgyalásokat kezdetett a Zapatista felkelők vezérével Subcomandante Marcosszal." Februárban a mexikói kormány beazonosította hogy a subcomandate valódi neve Rafael Sebastián Guillén volt, aki a Mexikóvárosi Autonóm Városi Egyetem tanára volt. A kormánynak a célja az volt, hogy a közvélemény szemében így hiteltelenítse a Zapatista felkelőket. A hadsereg ekkor készen állt a Zapatista bázisok és Marcos elfogására, de a kormány ehelyett nyílt tárgyalásokat kezdett. 1995. március 10-én Zedillo elnök és Moctezuma belügyminiszter aláírt megbékélésről szóló elnöki rendeletet, amiben rögzítették a Chiapas államról szóló törvényt. 1996 februárjában pedig a San Andrés egyezménnyel kötötték meg a békeszerződést, ez év májusában pedig a terrorizmus vádjával börtönre ítélt zapatisták is kiszabadultak.

### NAFTA és egyéb gazdasági intézkedések
A NAFTA létrehozásáról már Carlos Salinas elnöksége alatt tárgyalások folytak, amely végül 1994 januárjában alakult meg. Ennek következtében Zedillo lett az első mexikói elnök, akinek teljes hivatali idejét már a NAFTA-tagság alatt töltötte be és volt közvetlen hatással a kabinetére. 1994 decemberében a peso árfolyama 15%-kal értékelődött le a dollárhoz képest. Az USA több milliárd dollár értékű kölcsönt folyósított Mexikónak, eközben az ország GDP-je 7%-kal csökkent, viszont a NAFTA-tagsággal komoly remények voltak arra, hogy a gazdasági helyzet javulni fog.
Már Salinas elnök alatt több száz vállalatot privatizáltak a NAFTA létrejötte előtt, Zedillo elnöksége továbbfolytatatta az állami vállalatok privatizációját: ennek keretében privatizálták Mexikó állami vasúttársaságát, a Ferrocarriles Nacionales de Méxicót, amely 1997-ben megszűntette utaztatási üzletágát. 

### Választási reform
Zedillo kabinetének egyik legfontosabb tevékenysége a választási reform volt. 1995 januárjában Zedillo többpárti egyeztetéseket folytatott egy új választási reformról, amellyel 1996 júliusában eljutottak egy négypárti megállapodásra, amit a törvényhozás is megszavazott. Létrehoztak független szervezeteket a választások felügyeletére valamint a Mexikóvárosi Kormányzói pozíciót megválaszthatóvá tették. A reformok meggyengítették a PRI befolyását. Az 1997-es törvényhozási választásokon, a Kongresszusban a PRI-nek most először nem lett parlamenti többsége. Zedillo fontosnak tartotta, hogy a föderalizmussal ellensúlyozza a központosított államot.